# Brigid Kosgei
Brigid Jepchirchir Kosgei (født 20. februar 1994) er en kenyansk langdistanceløber..
Hun tog sølv for Kenya i marathon ved sommer-OL 2020 i Tokyo.